# Uganda a 2008. évi nyári olimpiai játékokon
Uganda a kínai Pekingben megrendezett 2008. évi nyári olimpiai játékok egyik részt vevő nemzete volt. Az országot az olimpián 5 sportágban 12 sportoló képviselte, akik érmet nem szereztek.

## Atlétika
Férfi

| Versenyző                 | Versenyszám    | Előfutam | Előfutam | Előfutam | Elődöntő | Elődöntő | Elődöntő | Döntő    | Döntő    |
| Versenyző                 | Versenyszám    | Idő      | Hely.    | Össz.    | Idő      | Hely.    | Össz.    | Idő      | Helyezés |
| ------------------------- | -------------- | -------- | -------- | -------- | -------- | -------- | -------- | -------- | -------- |
| Abraham Chepkirwok        | 800 m          | 1:47,93  | 2.       | 39.      | 1:49,16  | 7.       | 23.      | kiesett  | kiesett  |
| Moses Kipsiro             | 5000 m         | 13:46,58 | 2.       | 17.      |          |          |          | 13:10,56 | 4.       |
| Geoffrey Kusuro           | 5000 m         | 13:50,50 | 11.      | 23.      |          |          |          | kiesett  | kiesett  |
| Boniface Kiprop Toroitich | 10 000 m       |          |          |          |          |          |          | 27:27,28 | 10.      |
| Alex Malinga              | Maraton        |          |          |          |          |          |          | 2:18:26  | 31.      |
| Benjamin Kiplagat         | 3000 m akadály | 8:20,22  | 3.       | 10.      |          |          |          | 8:20,27  | 9.       |

Női

| Versenyző      | Versenyszám | Előfutam | Előfutam | Előfutam | Elődöntő | Elődöntő | Elődöntő | Döntő   | Döntő    |
| Versenyző      | Versenyszám | Idő      | Hely.    | Össz.    | Idő      | Hely.    | Össz.    | Idő     | Helyezés |
| -------------- | ----------- | -------- | -------- | -------- | -------- | -------- | -------- | ------- | -------- |
| Justine Bayiga | 400 m       | 54,15    | 7.       | 45.      | kiesett  | kiesett  | kiesett  | kiesett | kiesett  |

## Ökölvívás
| Versenyző     | Versenyszám | Selejtező                           | Nyolcaddöntő      | Negyeddöntő       | Elődöntő          | Döntő             | Helyezés |
| Versenyző     | Versenyszám | Ellenfél Eredmény                   | Ellenfél Eredmény | Ellenfél Eredmény | Ellenfél Eredmény | Ellenfél Eredmény | Helyezés |
| ------------- | ----------- | ----------------------------------- | ----------------- | ----------------- | ----------------- | ----------------- | -------- |
| Ronald Serugo | Papírsúly   | Pürevdordzsín Szerdamba (MGL) · 5-9 | kiesett           | kiesett           | kiesett           | kiesett           | 17.      |

## Súlyemelés
Férfi

| Versenyző       | Versenyszám | Szakítás   | Szakítás   | Lökés      | Lökés      | Összesen   | Helyezés   |
| Versenyző       | Versenyszám | Eredmény   | Helyezés   | Eredmény   | Helyezés   | Összesen   | Helyezés   |
| --------------- | ----------- | ---------- | ---------- | ---------- | ---------- | ---------- | ---------- |
| Mubarak Kivumbi | 56 kg       | nem indult | nem indult | nem indult | nem indult | nem indult | nem indult |

## Tollaslabda
Férfi

| Versenyző     | Versenyszám | Selejtező         | 32-es főtábla                    | Nyolcaddöntő      | Negyeddöntő       | Elődöntő          | Bronz- mérkőzés   | Döntő             | Helyezés |
| Versenyző     | Versenyszám | Ellenfél Eredmény | Ellenfél Eredmény                | Ellenfél Eredmény | Ellenfél Eredmény | Ellenfél Eredmény | Ellenfél Eredmény | Ellenfél Eredmény | Helyezés |
| ------------- | ----------- | ----------------- | -------------------------------- | ----------------- | ----------------- | ----------------- | ----------------- | ----------------- | -------- |
| Edwin Ekiring | Egyes       |                   | Pak Szonghvan (KOR) · 5-21, 8-21 | kiesett           | kiesett           | kiesett           | kiesett           | kiesett           | 17.      |

## Úszás
Férfi

| Versenyző      | Versenyszám | Előfutam | Előfutam | Előfutam | Elődöntő | Elődöntő | Elődöntő | Döntő   | Döntő    |
| Versenyző      | Versenyszám | Idő      | Hely.    | Össz.    | Idő      | Hely.    | Össz.    | Idő     | Helyezés |
| -------------- | ----------- | -------- | -------- | -------- | -------- | -------- | -------- | ------- | -------- |
| Gilbert Kaburu | 50 m gyors  | 27,72    | 8.       | 82.      | kiesett  | kiesett  | kiesett  | kiesett | kiesett  |

Női

| Versenyző        | Versenyszám | Előfutam | Előfutam | Előfutam | Elődöntő | Elődöntő | Elődöntő | Döntő   | Döntő    |
| Versenyző        | Versenyszám | Idő      | Hely.    | Össz.    | Idő      | Hely.    | Össz.    | Idő     | Helyezés |
| ---------------- | ----------- | -------- | -------- | -------- | -------- | -------- | -------- | ------- | -------- |
| Olivia Nakitanda | 50 m gyors  | 29,38    | 5.       | 66.      | kiesett  | kiesett  | kiesett  | kiesett | kiesett  |